# Bom napan

Máy bay North American F-100 Super Sabre ném bom napan trong một cuộc tập trận.

Bom napan là loại bom cháy, có nhồi chất cháy napan. Bom có nhiều cỡ: cỡ nhỏ là các loại bom có khối lượng 6 hoặc 10 pound, cỡ vừa có khối lượng từ 100 đến 200 pound, cỡ lớn có khối lượng 500 đến 750 pound.
Bom napan dễ bốc cháy, khi cháy có khói màu đen, lửa màu vàng, có mùi khét. Nhiệt độ cháy từ 800 - 1000 độ. Độ dính bám vật thể lớn, có thể cháy trong nước. Với các bom 250 pound, phạm vi gây cháy từ 20 – 30 m.
Bom napan sử dụng tính chất của napan để gây bỏng nặng, bỏng sâu cho người. Napan là chất cháy gây bỏng đặc biệt nguy hiểm, có thể vô hiệu hóa và giết chết nạn nhân rất nhanh chóng. Đối với những người sống sót nhưng bị bỏng độ 3, phần da và mạch (vascular dermis) bị thương tổn không có các cơ quan tiếp nhận cảm giác đau. Tuy nhiên, các nạn nhân bị bỏng độ 2 do bị các giọt napan bắn phải sẽ phải chịu rất nhiều đau đớn. Do tính chất gây tàn phế ghê gớm, bom napan bị coi là thứ vũ khí vô nhân đạo và đã có nhiều tổ chức quốc tế vận động để các nước cấm sử dụng loại bom này.
Bom Napan đã được quân đội Mỹ sử dụng trong chiến tranh Việt Nam trong chiến dịch chiến tranh cục bộ. Đã gây nên nhiều thiệt hại lớn về người mà chủ yếu là thường dân.
Bom napan thực chất không nhằm mục đích để tấn công con người. Quân đội dùng bom napan để thiêu trụi làng mạc, đốt rừng, phát quang,...
Bom Napan với hoạt chất gây cháy lâu cho lửa có thể bám chặt trên bề mặt như cây cối, lá cây...nhằm mục đích cháy toàn bộ các vật chất chung quanh khi bom nổ, khắc phục được tình trạng cháy không hết khi dùng các súng phun lửa sử dụng xăng.

## Các loại bom napan
- Bom napan AN-68A1: là loại bom napan cỡ nhỏ, có đường kính 80 mm, chiều dài 500 mm, trọng lượng 6 pound.
- Bom MK 77: là loại bom napan cỡ lớn, có trọng lượng 750 pound.